# Міфологія ацтеків

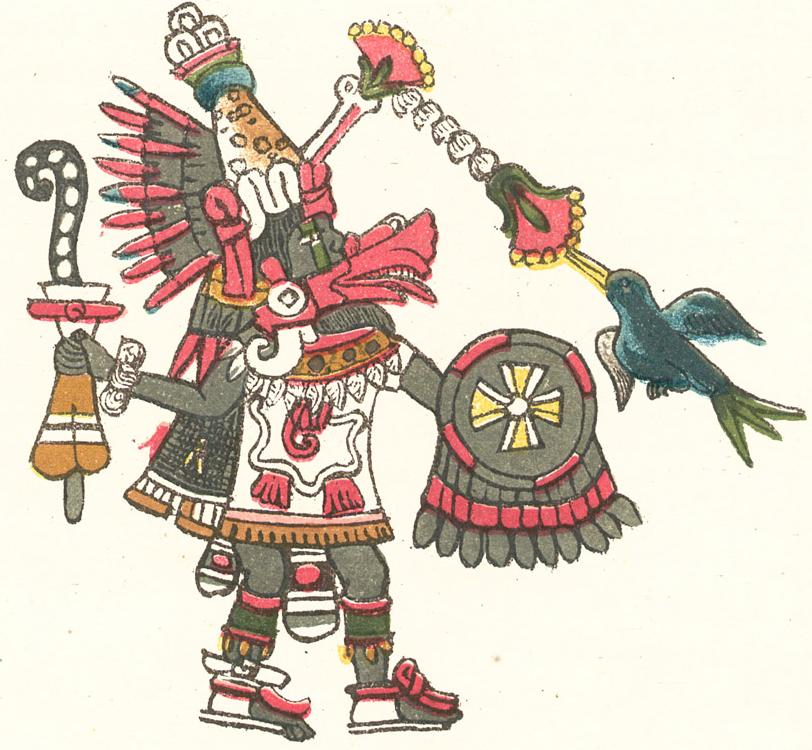
Кетцалькоатль. Кодекс Мальябекіано

Міфологія ацтеків — система вірувань та уявлень стосовно існуючого світу, речей, природних процесів, що існували в народів на території Ацтецької імперії. Частину богів зі свого пантеону ацтеки перейняли від попередників, зокрема тольтеків, та сусідів (в часи формування свого міста-держави).

## Основи
Основні мотиви ацтекської міфології — вічна боротьба двох начал: світла і мороку, сонця і вологи, життя і смерті, розвиток всесвіту за певними етапами або циклами, залежність людини від волі божеств, що уособлюють сили природи. Звідси випливала необхідність постійно живити богів, деяких — щодня, людською кров'ю, без чого вони загинули б. Смерть богів означала б всесвітню катастрофу. Це уявлення обумовлювало практику обов'язкових людських жертвоприношень.
У ацтеків рідкісні вказівки на родинні стосунки божеств. Для міфології ацтеків характерно одночасне поєднання одиничності і множинності божеств: є бог дощу Тлалок і безліч тлалоків, що живуть на гірських вершинах, є Тецкатліпока білий (водночас Кетцалькоатль) і Тецкатліпока червоний (водночас Шипе-Тотек).

## Створення Всесвіту
Всесвіт було створено Тецкатліпокою і Кетцалькоатлем. Він пройшов чотири ери розвитку. Перша ера («Чотири ягуара»), в якій верховним божеством в образі сонця був Тецкатліпока, закінчилося винищенням ягуарами велетнів, що населяли тоді землю. У другій ері («Чотири вітра») сонцем став Кетцалькоатль, вона завершилася буревіями і перетворенням людей на мавп. Третім сонцем став Тлалок, його ера («Чотири дощі») закінчилася всесвітньою пожежею. У четвертій ері («Чотири води») сонцем була богиня вод Чальчіутлікуе, цей період завершився потопом, під час якого люди перетворилися на риб. Ацтеки перед приходом іспанців жили під час п'ятої ери («Чотири землетруси») з богом сонця Тонатіу, яка повинна закінчиться страшними катаклізмами. Кожні 52 року всесвіт наражався на небезпеку бути знищеним, тому закінчення такого циклу і початок нового супроводжувалося особливо значними обрядами.
Згідно з міфами, всесвіт було розділено в горизонтальному напрямку на 4 частини світу і центр. Над центром панував бог вогню Шіутекутлі. Схід вважався країною достатку і був присвячений Тлалоку і богу хмар і зірок Мішкоатлю. Володарями півдня були бог сівби Шіпе-Тотек і Макуільшочітль, але він розцінювався як область зла. Захід мав сприятливе значення, тому служив будинком планети Венери, одного з втілень Кетцалькоатля. Північ була підвладна богу смерті Міктлантекутлі. Вертикально світ ділився на 13 небес (у кожному з яких мешкав певний бог) і на 9 пекл.

## Пантеон
Пантеон ацтеків складався з безлічі божеств, яких дослідники умовно об'єднали в кілька груп. До першої, найбільш давньої за своїм походженням, відносяться боги стихій і родючості (Тлалок, Тласольтеотль, Чикомекоатль, Коатлікуе та ін.).
У другу входять троє великих богів, які відігравали головну роль у пантеоні: Уїцилопочтлі, Тецкатліпока і Кетцалькоатль. Третя об'єднує богів зірок і планет: Тонатіу, бога місяця — Мецтлі, Мішкоатля, бога планети Венера — Тлауіскальпантекутлі, зоряних богів півночі — Кенцон-Мімішкоа та ін. До четвертого належать боги смерті і пекла Міктлантекутлі, його дружина Міктекакіуатль, Тлальтекутлі та ін. Досить численні божества п'янкого напою октлі, виготовленого з агави: Майяуель, Патекатль та ін.
До останньої групи належать боги-творці: Тлоке-Науаке, Ометекутлі, Тонакатекутлі і його дружина Тонакакіуатль, які формально очолювали пантеон ацтеків. Більшість божеств мала антропоморфний вигляд; лише у деяких були офіоморфні (змієподібні) і теріоморфні риси.

## Список ацтекських богів
- Аколмістлі (науатль Acolmiztli) - ацтекський бог підземного світу. Інше ім'я Аколнауакатль.
- Амімітль (науатль Amimitl) - бог озер та рибалок.
- Атлакойя (науатль Atlacoya) - богиня посухи.
- Атлауа (науатль Atlaua) - "Володар вод", могутній бог води. Асоціюється зі стрілою (атлатль). Також є богом-покровителем рибалок.
- Айаутеотль (науатль Ayauhtéotl) - богиня інею та туману, що спостерігаються тільки вночі або рано вранці. Асоціюється з марнославством та знаменитістю.
- Ехекатль (науатль Ehecatl) - бог вітру.
- Іштлільтон (науатль Ixtlilton) - «Чорне личко», богиня медицини, здоров'я та зцілення, а також свят та ігор. Їй  здійснювали жертвопринесення, коли дитина починала говорити; хворих дітей лікували водою з глеків, що стояли перед статуєю Іштлільтон.
- Іцлі (науатль Itzli) - бог кам'яного ножа та жертвоприношень.
- Іцпапалотль (науатль Itzpapalotl) - обсидіановий метелик, богиня долі та повелителька духів ціцимітль.
- Камаштлі (науатль Camaxtli) - бог війни, полювання та долі. Творець вогню.
- Кецалькоатль (науатль Quetzalcoatl) - "Пернатий змій". Бог життя, світла і мудрості, король вітрів, правитель Заходу.
- Коатлікуе (науатль Coatlicue) - «Вона в сукні із змій». Богиня землі, вогню, життя, смерті та відродження. Мати богів та зірок південного неба.
- Койольшаукі (науатль Coyolxauhqui) - "Золоті дзвіночки". Богиня землі та Місяця. Контролює 400 божеств зірок Уіцнауна. Володіє магічною силою, здатною завдати колосальної шкоди.
- Кочіметль (науатль Cochimetl) - бог комерції, покровитель торговців, купців.
- Макуїльшочітль (науатль Macuilxochitl) - "5 квітка". Бог музики та танців. Бог весни, любові та веселощів, покровитель мистецтв. Інше ім'я – Шочіпіллі.
- Малінальшочі (науатль Malinalxochi) - сестра Уіцілопочтлі. Має владу над скорпіонами, зміями та іншими істотами пустель, що жалять та кусають.
- Майауаль (науатль Mayáhuel (Mayahual, Mayóuel)) - спочатку одна з богинь родючості, що дарувала людям алкогольний напій октлі.
- Мецтлі (науатль Metztli (Metztli, Tecuciztécatl, Tecciztecatl)) - «Місяць», ацтекське божество місяця, ночі і землеробів, покровитель врожаю, іноді ототожнюється з Тескатліпокою, а також з богом Тексистекатлем і з богинями місяця Койоль.
- Міктлантекутлі (науатль Mictlantecuhtli) - «Пан Міктлана». Бог мертвих, правитель підземного царства Міктлан. Вважається володарем Півночі
- Міктлансіуатль (науатль Mictlancihuatl) - богиня мертвих, правителька підземного царства, дружина Міктлантекутлі.
- Мішкоатль (науатль Mixcóatl) - «Хмарний Змій», або Отже Мішкоатль «Білий хмарний змій», божество Чумацького Шляху, зірок, особливо Полярної зірки, персоніфікацією якої він був, та хмар.
- Нанауацін (науатль Nanauatzin) - ацтекський бог, який на початку П'ятої епохи світу кинувся у вогонь, ставши Сонцем.
- Ометеотль (науатль Ometeotl) – божество протилежностей. Поєднував у собі і жіночий і чоловічий початок.
- Омакатль (науатль Omacatl) - "2 тростини". Бог свят та задоволень. Є одним із аспектів Тескатліпоки. На одному з свят робили з маїсу фігурку бога, а потім з'їдали її.
- Опочтлі - бог риболовлі та ловлі птахів,
- Патекатль (науатль Patecatl) - покровитель медицини.
- Пільцинтекутлі - бог видінь, пов'язаних з Меркурієм (планетою, яку видно безпосередньо перед сходом або заходом сонця) і зцілення.
- Сентеотль (науатль Centeotl) - бог кукурудзи.
- Сенцон Мімішко - 400 північних зірок.
- Сенцон Тоточтін (науатль Centzon Totochtin) - "400 кролів". Група розпусних і пиячних божеств.
- Сенцон Уіцнауа (науатль Centzonuitznaua) - 400 південних зірок. Є братами бога-сонця Уіцілопочтлі, які виступили проти нього.
- Сітлалатонак (науатль Citlalatonac) – бог-творець. Зі своєю дружиною Сітлалікуе створив зірки. Є однією з іпостасей Тонакатекутлі.
- Сітлалікуе (науатль Citlalicue) - "Одяг із зірок". Богиня-творець. Дружина Сітлалатонака.
- Сіукоатль (науатль Ciucoatl) - "Жінка-змія". богиня землі, дітонародження та війни. Володарка демонів сіутеотео та мати Мішкоатля.
- Тлалок (науатль Tlaloc) - бог дощу, блискавки,грому та врожаю. Коли гнівався, він насилав негоду, яка нищила врожай.
- Тлальтекутлі (науатль Tlaltecuhtli) - "Владика землі", чудовисько, що втілює землю.
- Тласолтеотль (науатль Tlazoltéotl) - "Пожирателька бруду (екскрементів)". Богиня землі, родючості, сексу, сексуальних гріхів і покаяння (звідси її ім'я: пожираючи бруд, вона очищає людство від гріхів); володарка ночі. Отримала своє ім'я згідно з легендою так - одного разу вона прийшла до вмираючої людини, яка зізналася у своїх гріхах, і вона очистила його душу, з'ївши весь "бруд". Вважалася покровителькою грішників.
- Тлауїцкальпантекутлі (науатль Tlahuizcalpantecuhtli) - "Володар ранкової зорі (світанку)". Бог ранкової зірки – планети Венери. Вважається, що він виступав ще одним утіленням Кецалькоатля.
- Тонатіу (науатль Tonatiuh) - бог пятого сонця.
- Тонакатекутлі (науатль Tonacatecuhtli) - «Пан нашого існування». Бог, який дає людям їжу. Приніс у світ порядок (коли його було створено), розділивши море і землю. Разом зі своєю дружиною Тонакасіуатль вважалися творцями світу, першою божественною та людською парою, батьками Кетцалькоатля, володарями Омейокана – найвищого (13-го) неба.
- Тонакасіуатль (науатль Tonacacihuatl) - «Володарка нашого буття». Богиня родючості, дружина бога-творця Тонакатекутлі. асоціюється з Омесіуатль.
- Тосі (науатль Toci) - богиня здоров'я.
- Теояомкуї (науатль Teoyaomqui) - покровитель мертвих воїнів, вважався, також, солярним божеством.
- Тепейоллотль (науатль Tepeyollotl) - «Серце гір». Бог гір, печер та землетрусів, вважався богом восьмої години дня
- Тескатліпока (науатль Tezcatlipoca) - «Димляче дзеркало». Бог провидіння, темряви та невидимого, владика ночі, правитель Півночі.
- Уіцілопочтлі (науатль Huitzilopōchtli) - «Колібрі лівого боку». Бог війни, сонця та вогню, правитель Півдня.
- Уїштосіуатль - богиня солі.
- Чальчіутлікуе (науатль Chalchiuhtlicue) - «Та, у якої спідниця з нефриту». Богиня води, озер, річок, морів, струмків, горизонтальних вод та штормів.
- Чантіко - богиня печі та вулканів.
- Чикомешочтлі (науатль Chicomexochtli) - покровитель художників.
- Чиконауї (науатль Chiconahui) - богиня домівки, хранителька сімей.
- Шилонен (науатль Xilonen) - "Мати молодого маїсу", богиня молодої кукурудзи, покровителька бідняків. Її ще називають "покрита волоссям", натякаючи на ворсистий качан кукурудзи. У середині літа на її честь приносили в жертву людей, щоб умилостивити її та зібрати добрий урожай маїсу. Вона - дружина Тескатліпокі. Зображувалася у вигляді дівчини, одягненої у жовто-червону сукню.
- Шиукоатль (науатль Xiuhcoatl) - "Вогнянна змія". Уособлення посухи та випаленої землі.
- Шочикецаль (науатль Xochiquetzal) - "Квіткове перо". У міфології ацтеків – богиня кохання, квітів, родючості, вагітності, домашніх справ. Богиня землі, квітів, рослин, ігор та танців, але здебільшого – богиня кохання. Заступає ремісникам, повіям, вагітним жінкам та дітородінню. Спочатку її асоціювали з місяцем. Вона найчарівніша в ацтекському пантеоні, та її оточення складається з метеликів і птахів.
- Шіпе-Тотек (науатль Xipe Totec) - «Той, з обдертою шкірою». Бог сили, володарь сезонів, правитель сходу.
- Шіутекутлі - бог вогню, дня, тепла та вулканів.
- Шолотль (науатль Xolotl) - бог грози та смерті, також вечірньої зірки. Покровитель близнюків та гри в мяч. Брат-близнюк Кецалькоатля. Супруводжував та охороняв сонце на початку дня.
- Якатекутлі (науатль Yacatecuhtli) - бог-покровитель мандрівників.